# إديلا كاثلين هاغن
إديلا كاثلين هاغن (بالإنجليزية: Idella Kathleen Hagen)‏ من مواليد 15 نوفمبر 1945 - وتُوفيت في 18 أبريل 2015 هي طبيبة سابقة اكتسبت سمعة سيئة بسبب اتهامها بالقتل والديها حد الاختناق، إديلا هاغن، البالغة من العمر 92 عامًا، وجيمس هاغن، البالغ من العمر 86 عامًا، باستخدام كيس من البلاستيك ووسادة أثناء نومهم في منزلهم في بلدة شاثام بولاية نيوجيرسي في آب / أغسطس 2000. عادت كاثلين إلى منزل والديها قبل شهر من الجريمة من منزلها في جزر العذراء بسبب سنهم وتدهور صحتهم. تركت هاجن، ذات العلاقات الكثيرة، مهنة طب المسالك البولية في عام 1987 للانتقال إلى جزر العذراء لتدير نزل مع زوجها الثاني.
تخرجت هاجن من كلية الطب بجامعة هارفارد عام 1973، وأصبحت أول امرأة تعين كطبيب مقيم في جراحة المسالك البولية في مستشفى ماساتشوستس العام في بوسطن. عينت هاغن رئيسة قسم المسالك البولية في كلية روتجرز الطبية في نيو جيرسي في عام 1982.

## المحاكمة
حاول الدفاع إقناع القاضي بجنون هاغن. وقال الطبيب النفسي روبرت سادوف أن هاغن أُصيبت بالاكتئاب المزمن بعد وقت قصير من عودتها إلى منزلها في شارع فيرمونت، شاثام نيو جيرسي بسبب الزيجتين الفاشلين، وفقدانها حياتها الطبية، ومخاوفها من صحة والديها، ومخاوفها من أن يؤدي الاكتئاب إلى إضفاء نوع من الطابع المؤسسي على حياتها.
وقال كل من سادوف والدكتور ستيفن سيمرينغ، الذي شهد الادعاء، أن اكتئاب هاغن قد تعمق بشكل كبير في أغسطس / آب 2000، إلى حد أنها كانت تعتقد أنها تتلقى رسائل من إعلانات التلفزيون وأضواء المرور وبطاقات اللعب. وقالوا أيضًا أنها سمعت أيضا صوتا ذكريًا يشبه صوت أبيها يحثها على ارتكاب جرائم القتل، لأنه بمجرد وقوعها، ستذهب هي وأولياء أمورها إلى ما أسمته سيمرينغ «المجال السحري الطفولي حيث يستعيدون السعادة».
سأل ديبورا فاكتور، وهو مساعد مدعي مقاطعة موريس، الأطباء النفسيين إذا ما كانوا يعتبرون قتل هاغن لوالديها كنوع من رصاصة الرحمة، وأجاب كلاهما بالنفي.

## التبرئة والحبس
برأ قاضي نيوجيرسي هاغن من التهم بعد أن شهد اثنان من الأطباء النفسيين أنها عانت من الذهان في ذلك الوقت.
يعد أن اتفق الأطباء النفسيون أن هاغن كان تعاني من الاكتئاب لسنوات، مع سماعها أصواتًا وهمية تحثها على ارتكاب عمليات القتل وانتحار، وجد القاضي ثيودور بوزونليس أنها غير مذنبة على أساس إصابتها بالجنون وأوصى بإيداعها مؤسسة الدولة للصحة النفسية.
لم يأمر القاضي بوزونيليس بفترة محددة من الحبس، لكنه قال إنه يعتقد أنها تحتاج إلى علاج طويل الأمد في مؤسسة ما لأنها تتعرض لنوبات الذهان التي لا يمكن التنبؤ بها، وهي تشكل خطرًا على نفسها وعلى المجتمع. وبموجب القانون، قال أنه يحق لهاغن الحصول على جلسات استماع دورية.

## وفاتها
تُوفيت هاغن، البالغة من العمر 69 عامًا، في 18 أبريل / نيسان 2015، في منزلها.